# Kongotoko
Der Kongotoko (Horizocerus granti, Syn.: Tockus hartlaubi granti) ist eine Vogelart, die zu den Nashornvögeln (Bucerotidae) gehört und im westlichen Subsahara-Afrika vorkommt. Wie alle Nashornvögel ist auch der Kongotoko ein Höhlenbrüter. Das Weibchen mauert sich in der Nisthöhle ein und wird während der Brutzeit vom Männchen gefüttert.

## Merkmale
Der Kongotoko erreicht eine Körperlänge von bis zu 32 Zentimetern und wiegt zwischen 88 und 135 Gramm. Der Geschlechtsdimorphismus ist nicht stark ausgeprägt.

### Merkmale der Männchen
Die Männchen haben einen schwarzen Hals und Kopf. Ein breiter weißer Streifen verläuft von oberhalb des Auges bis in den Nacken. Der Vorderhals ist dunkelgrau, die einzelnen Federn haben weiße Spitzen. Der Rücken und der Schwanz sind schwarz. Von den zehn Steuerfedern haben alle bis auf die mittleren vier weiße Spitzen. Die Körperunterseite ist blassgrau und hellt zum Unterbauch hin auf. Die Schwingen sind schwarz mit einem metallischen Schimmer. Die äußeren Handschwingen haben kleine weiße Flecken im Zentrum. Die Flügeldecken und die inneren Armschwingen haben weiße Federspitzen. Der Schnabel ist schwarz mit einer roten Spitze und einem fast vollständig roten Schnabelfirst. Der Schnabelfirst ist nur schwach ausgebildet und endet abrupt auf der Hälfte des Schnabels. Der Orbitalring ist grau bis schwarz, der nackte Kehlfleck ist fleischfarben. Die Augen sind rotbraun mit einem grauen Außenring, die Füße und Beine sind schwarz.

### Merkmale der Weibchen und Jungvögel
Die Weibchen entsprechen den Männchen im Körpergefieder, sind aber insgesamt etwas kleiner. Die unbefiederte Gesichtshaut ist blau überwaschen. Der Schnabel ist schwarz mit einer braunen Spitze, der Schnabelfirst ist nur geringfügig ausgeprägt. Die Iris ist tiefrot mit einem grauen Ring.
Die Jungvögel gleichen den ausgewachsenen Weibchen in der Schnabelfarbe und dem weitgehenden Fehlen eines Schnabelfirstes.

### Verwechselungsmöglichkeiten
Im Verbreitungsgebiet des Kongotokos kommt auch der Zwergtoko und der Elstertoko vor.
Der Zwergtoko ist wesentlich ruffreudiger und unterscheidet sich von dem Westlichen Hartlaub-Toko durch seinen roten Schnabel und sein rotbraunes Gefieder. Der Elstertoko ist wesentlich größer als der Westliche Hartlaub-Toko, hat eine weiße Körperunterseite und Teile des Schnabels sind cremefarben.
Das Verbreitungsgebiet des Kongotokos grenzt an das des Hartlaub-Hornvogels an, als dessen Unterart der Kongotoko lange galt. Dem Westlichen Hartlaub-Toko fehlen die weißen Flecken auf den Flügeldecken, beim Männchen ist der Schnabel bis auf die rote Schnabelspitze schwarz. Das Weibchen des Westlichen Hartlaub-Tokos hat einen gänzlich schwarzen Schnabel ohne eine braune Spitze.

## Verbreitungsgebiet und Lebensraum
Der Kongotoko kommt in Zaire, im Osten des Kongos, im Süden des Sudan, im Westen von Uganda und der Zentralafrikanischen Republik sowie dem Norden von Angola vor.
Der Kongotoko ist eine waldbewohnende Vogelart, die vorwiegend in immergrünen Wäldern der Tiefebenen vorkommt. Er besiedelt auch Galeriewälder, bevorzugt aber dicht gewachsene Urwälder und kommt nur sehr selten in Sekundärwäldern vor. Ein Paar besetzt ein Revier in einer Größe von zwanzig bis 30 Hektar.

## Lebensweise
Der Kongotoko lebt gewöhnlich in Paaren oder in kleinen Familiengruppen bis zu acht Tieren. Er hält sich überwiegend in den oberen und mittleren Baumwipfeln auf und bevorzugt solche Bäume, die mit Kletterpflanzen überwuchert sind. Er frisst überwiegend Insekten, die er in der Luft fängt. Gelegentlich kommt er jedoch auch auf den Boden, um dort Insekten zu fangen, die durch Wanderameisen aufgescheucht werden. Er folgt auch Affengruppen, um ebenfalls von den durch sie aufgescheuchten Insekten zu profitieren.
Das Fortpflanzungsverhalten ist bislang nur unzureichend erforscht. Der Kongotoko brütet in natürlichen Baumhöhlen in einer Höhe von 9 bis 25 Metern über dem Erdboden. Das Weibchen versiegelt von innen den Eingang zur Höhle bis auf einen schmalen Spalt, durch den sie und später auch die Jungvögel vom Männchen gefüttert werden. Das Männchen trägt Beutetiere einzeln im Schnabel heran und sucht nach Nahrung gewöhnlich in einem Umkreis von 100 Metern rund um das Nest.
Das Weibchen verlässt die Bruthöhle, bevor die Jungvögel flügge sind, und versorgt dann gemeinsam mit dem Männchen die Jungvögel. Die Jungvögel bleiben etwa einen Monat nach ihrem Flüggewerden bei den Elternvögeln.

## Einzelbelege
1. ↑   Handbook of the Birds of the World, aufgerufen am 21. Oktober 2016
2. 1 2   Kemp: The Hornbills - Bucerotiformes. S. 146.
3. 1 2   Kemp: The Hornbills - Bucerotiformes. S. 145.
4. ↑   Kemp: The Hornbills - Bucerotiformes. S. 147.